# Astronesthes lucibucca
Astronesthes lucibucca es una especie de pez de la familia Stomiidae en el orden de los Stomiiformes.

## Morfología
• Los machos pueden llegar alcanzar los 10 cm de longitud total.

## Hábitat
Es un pez de mar y de aguas subtropicales que vive entre 150-210 m de profundidad.

## Distribución geográfica
Se encuentra al sureste del Pacífico.